# لوتوس اروپا اس
لوتوس اروپا اس (Lotus Europa S) خودرویی است که از سال ۲۰۰۶ تا کنون تولید شده‌است.
این خودرو در کلاس خودرو اسپورت قرار گرفته، طول آن در حالت طبیعی ۳٬۹۰۰ میلیمتر (۱۵۰ اینچ)، عرض آن در حالت طبیعی ۱٬۸۵۰ میلیمتر (۷۳ اینچ) و ارتفاع آن در حالت طبیعی ۱٬۱۲۰ میلیمتر (۴۴ اینچ) است.
موتور آن ۱۹۹۸ سی‌سی سیستم جعبه‌دندهٔ آن به صورت دستی است.